# Suzanne (canción de Leonard Cohen)
«Suzanne» es una canción con letra y música del poeta, escritor y músico canadiense Leonard Cohen. La canción tiene su origen en el poema Suzanne Takes You Down incluido en el libro de poemas Parasites of Heaven de 1966 como otras canciones de su primer álbum Songs of Leonard Cohen de 1967. Esta canción fue grabada por primera vez por Judy Collins y se incluye en su álbum de 1966 In my life.

## Historia
En una entrevista para la BBC en 1994 Leonard Cohen explicaba que el poema y también la canción cuenta el encuentro que tuvo con Suzanne Verdal, la esposa del escultor Armand Vaillancourt. El encuentro tuvo lugar en Montreal. En la canción aparecen varios lugares de la ciudad incluido el Río San Lorenzo y una pequeña capilla junto a la bahía, Notre-Dame-de-Bon-Secours, que mira hacia el sol naciente de la mañana, tal como se describe en la canción. Cohen fue invitado por Suzanne a su casa cerca del río donde le sirvió té Constant Comment -lleno de pedacitos de naranja-. Esos elementos fueron la inspiración -el rocío según Cohen- para soñar e inventar el poema y la canción. En 1994 declaró a la BBC que el encuentro solamente había sido una situación muy especial que le inspiró para escribir el poema pero que no mantuvo relaciones sexuales con Suzanne. En 2006, entrevistada por CBC News, Suzanne Verdal confirmó la inexistencia de relaciones sexuales con Cohen.

## Versiones de Suzanne
Además de Judy Collins en 1966 y el propio Cohen en 1967 la canción ha sido cantada Nina Simone (por primera vez 1967 - en el disco To Love Somebody); por Noel Harrison, Fairport Convention. y otros muchos cantantes la banda Pearls Before Swine, Harry Belafonte, Joan Baez, Genesis, Bruce Springsteen, Tom Northcott, Graeme Allwright, Françoise Hardy, Pauline Julien, Neil Diamond, Nana Mouskouri, Sylvie Vartan, Alain Bashung, Herman van Veen; Fabrizio De André, The Flying Lizards, Peter Gabriel, Tower of Song, Geoffrey Oryema, Tori Amos, John Howard, James Taylor, Tangerine Dream, Toti Soler, Roberta Flack, en su álbum "Killing me softly" de 1973

## Suzanne en bandas sonoras de películas
La canción aparece en un corto del propio Cohen de 1983 I Am a Hotel. En la película Rompiendo las olas de Lars von Trier. Nick Cave canta la canción en la película Leonard Cohen: I'm Your Man. Aparece en la película de Werner Herzog Fata Morgana, en la película de 2004 A Home at the End of the World y en la película Salvador (Puig Antich).También forma parte de la banda sonora del documental All Watched Over By Machines of Loving Grace.Igualmente aparece en la película "Lo que arde"